# Stopiče

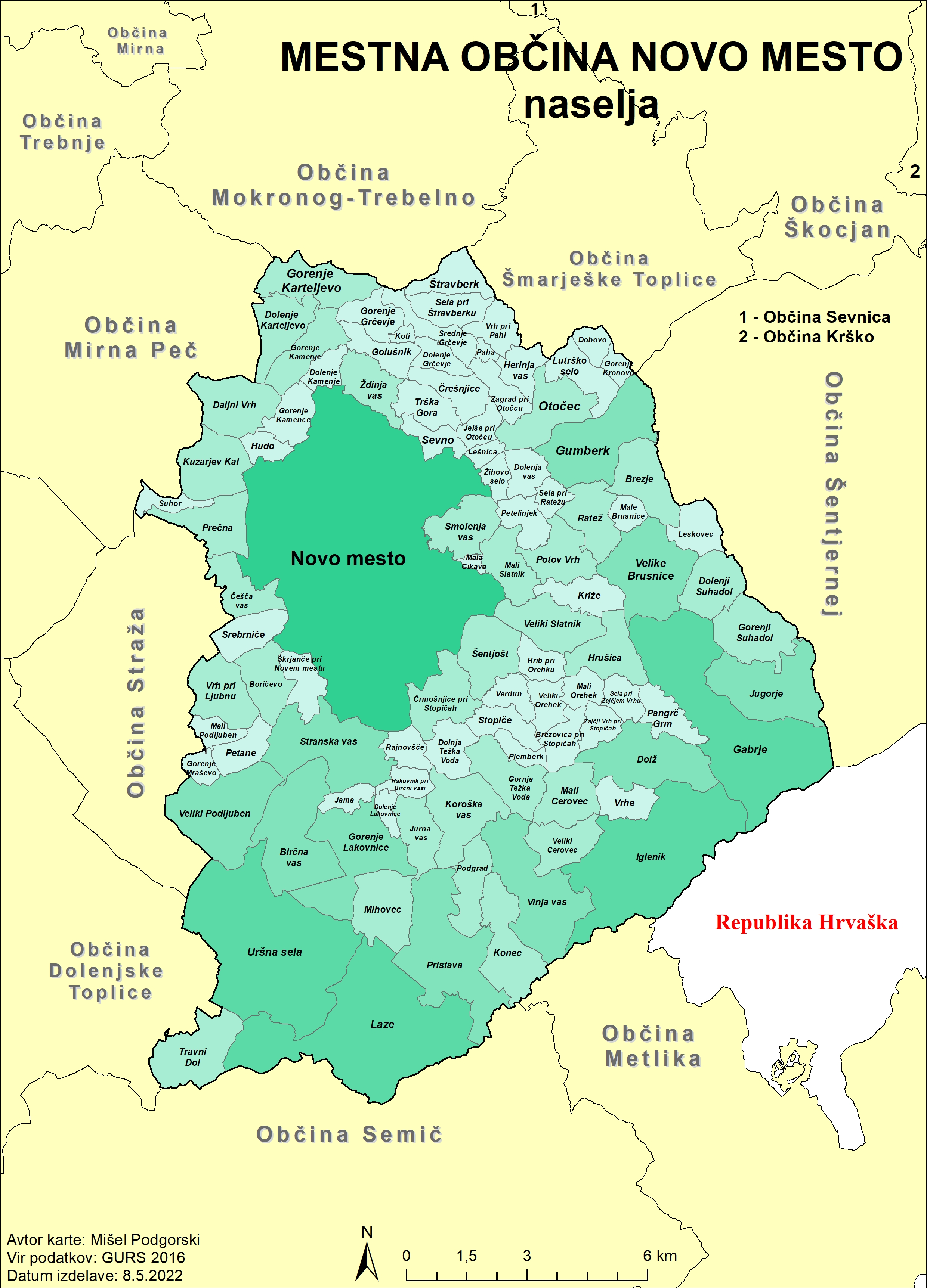
Ortschaften der Stadtgemeinde Novo mesto

Stopiče (deutsch: Stopitsch) ist der Name einer Ortschaft und der gleichnamigen Ortsgemeinschaft (Krajevna skupnost) in der slowenischen Stadtgemeinde Novo mesto im Südosten des Landes.

## Ortsgemeinschaft
Zur Ortsgemeinschaft gehören die Siedlungen Brezovica pri Stopičah, Črmošnjice pri Stopičah, Dolnja Težka Voda, Gornja Težka Voda, Hrib pri Orehku, Hrušica, Mali Orehek, Pangrč Grm, Plemberk, Stopiče, Šentjošt, Veliki Orehek und Verdun.

## Lage
Stopiče liegt inmitten des Gorjanci-Gebirges auf einer leichten Anhöhe zwischen den Bächen Klamfer und Težka voda. Das Dorf ist knapp fünf Kilometer Luftlinie vom nordwestlich liegenden Stadtzentrum Novo Mestos entfernt. 

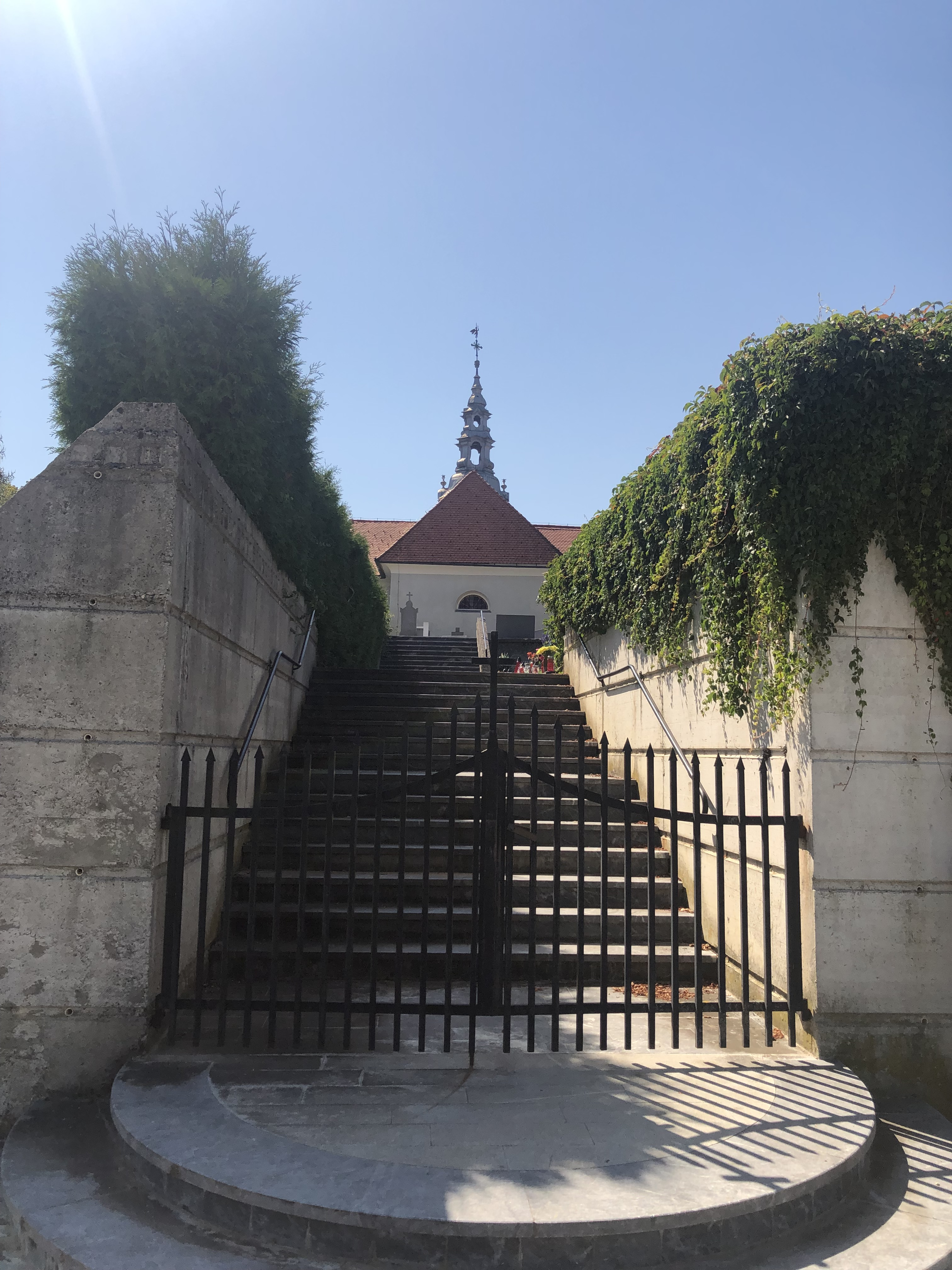
Kirche Device Marije
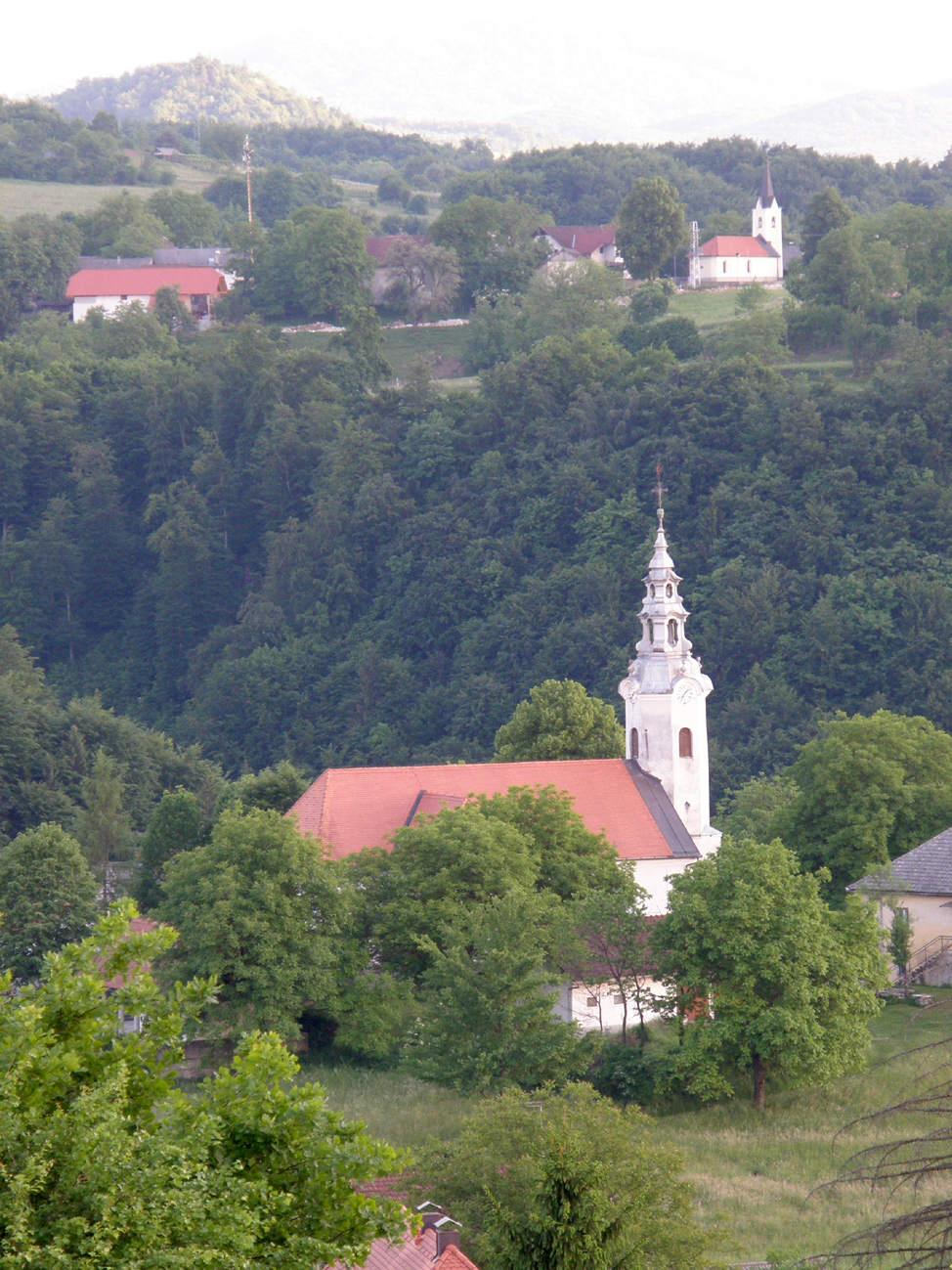
Kirche Marije Tolažnice